# Anilios hamatus
Espèce
Synonymes
- Ramphotyphlops hamatus Storr, 1981
- Austrotyphlops hamatus (Storr, 1981)

Statut de conservation UICN

 LC  : Préoccupation mineure
Anilios hamatus est une espèce de serpents de la famille des Typhlopidae. 

## Répartition
Cette espèce est endémique d'Australie-Occidentale en Australie. Elle se rencontre vers Marandoo.

## Description
Anilios hamatus mesure jusqu'à 418 mm

## Publication originale
- Storr, 1981 : The genus Ramphotyphlops (Serpentes: Typhlopidae) in Western Australia. Records of the Western Australian Museum, vol. 9, no 3, p. 235-271 (texte intégral).